# Elph borealis
Elph borealis è un terapside estinto, appartenente ai dicinodonti. Visse nel Permiano superiore (circa 256 - 254 milioni di anni fa) e i suoi resti fossili sono stati ritrovati in Russia.

## Descrizione
Questo dicinodonte era di piccole dimensioni, soprattutto se rapportato ad altri dicinodonti coevi e vissuti negli stessi luoghi, come Vivaxosaurus e Peramodon. Si suppone che non superasse di molto i 50 centimetri di lunghezza. Elph era dotato, come tutti i suoi simili, di un robusto becco simile a quello di una tartaruga, che nell'animale in vita era verosimilmente provvisto di un rivestimento di cheratina; il becco era tuttavia di dimensioni minori rispetto a quello di altri dicinodonti coevi, e il muso era particolarmente corto. Dietro a questo becco, nella mascella superiore, erano presenti due zanne leggermente ricurve simili a canini, che spuntavano da un processo caniniforme dal caratteristico margine anteriore arrotondato. Le zanne erano leggermente dirette in avanti. 

## Classificazione
Elph borealis venne descritto per la prima volta nel 1999, sulla base di resti fossili ritrovati nella zona di Sokolki nella Russia Europea, nei pressi del fiume Dvina. Analisi cladistiche indicano che Elph era un dicinodonte derivato, probabilmente affine ai generi Interpresosaurus e Katumbia (Kammerer et al., 2013).  